# Kostanjevica na Krki
Kostanjevica na Krki (deutsch Landstraß an der Gurk) ist der Hauptort und Verwaltungssitz der Gemeinde Kostanjevica na Krki in Südost-Slowenien. Sie liegt in der Region Posavje am Fuß des Gorjanci-Gebirges und gehört zur statistischen Region Posavska. Es handelt sich um die älteste und zugleich die kleinste Stadt von Dolenjska in Slowenien. Die deutschen Bezeichnungen für diesen Ort waren das gebräuchlichere Landstraß und auch das ältere Landestrost.

## Lage
Der älteste Teil der Ortschaft liegt auf einer künstlich angelegten Insel im Fluss Krka. Aufgrund der Insellage wird die Stadt häufig überflutet, weshalb sie den Beinamen Venedig von Dolenjska (Dolenjske Benetke) erhalten hat.

## Geschichte

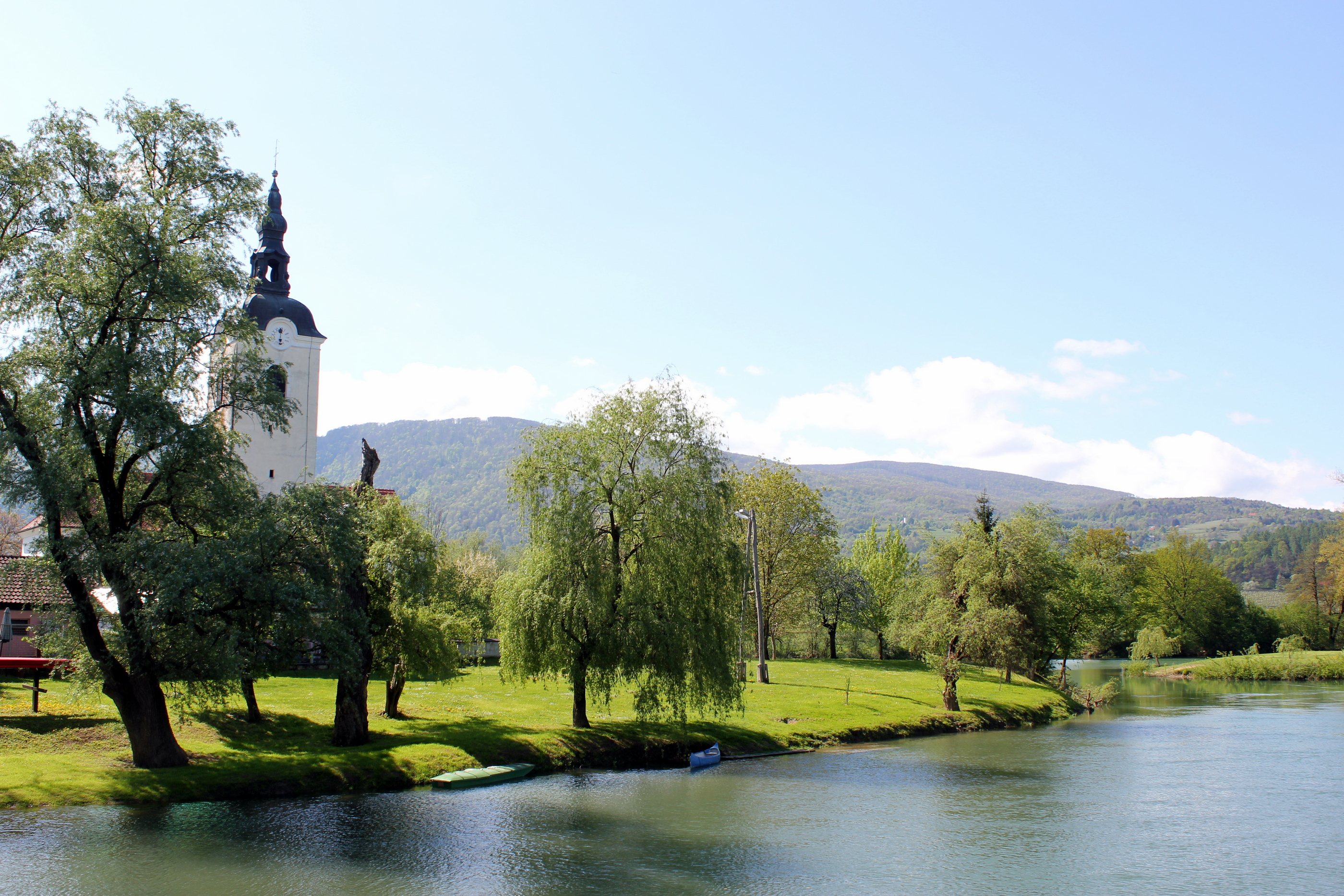
Die Krka in Kostanjevica

Die von den Spanheimern gegründete Siedlung entstand Anfang des 13. Jahrhunderts. Um 1210 wurde sie erstmals Stadt genannt, 1249 wurde ihr Marktrecht aktenkundig. Um 1234 gründete Herzog Bernhard von Spanheim das Zisterzienserkloster Mariabrunn (lateinisch Fons Beatae Mariae). Das Kloster Mariabrunn  (heute slow. Kostanjevica) war ein Tochterkloster von Stift Viktring bei Klagenfurt in Kärnten.
Bis zum Ende des Habsburgerreichs gehörte Kostanjevica na Krki zum Kronland Krain, wobei Kostanjevica eine eigene Gemeinde bildete. Kostanjevica war zudem Sitz des Gerichtsbezirks Landstraß, der wiederum zum Bezirk Gurkfeld gehörte.
Kostanjevica na Krki ist der Standort eines von zwei bekannten Massengräbern im Zusammenhang mit dem Zweiten Weltkrieg im Krakovo-Wald. Die Stätten bestehen aus 10 großen Hügeln und enthalten die Überreste einer unbestimmten Anzahl kroatischer Kriegsgefangener, Zivilisten und möglicherweise auch deutscher Soldaten.

## Sehenswürdigkeiten

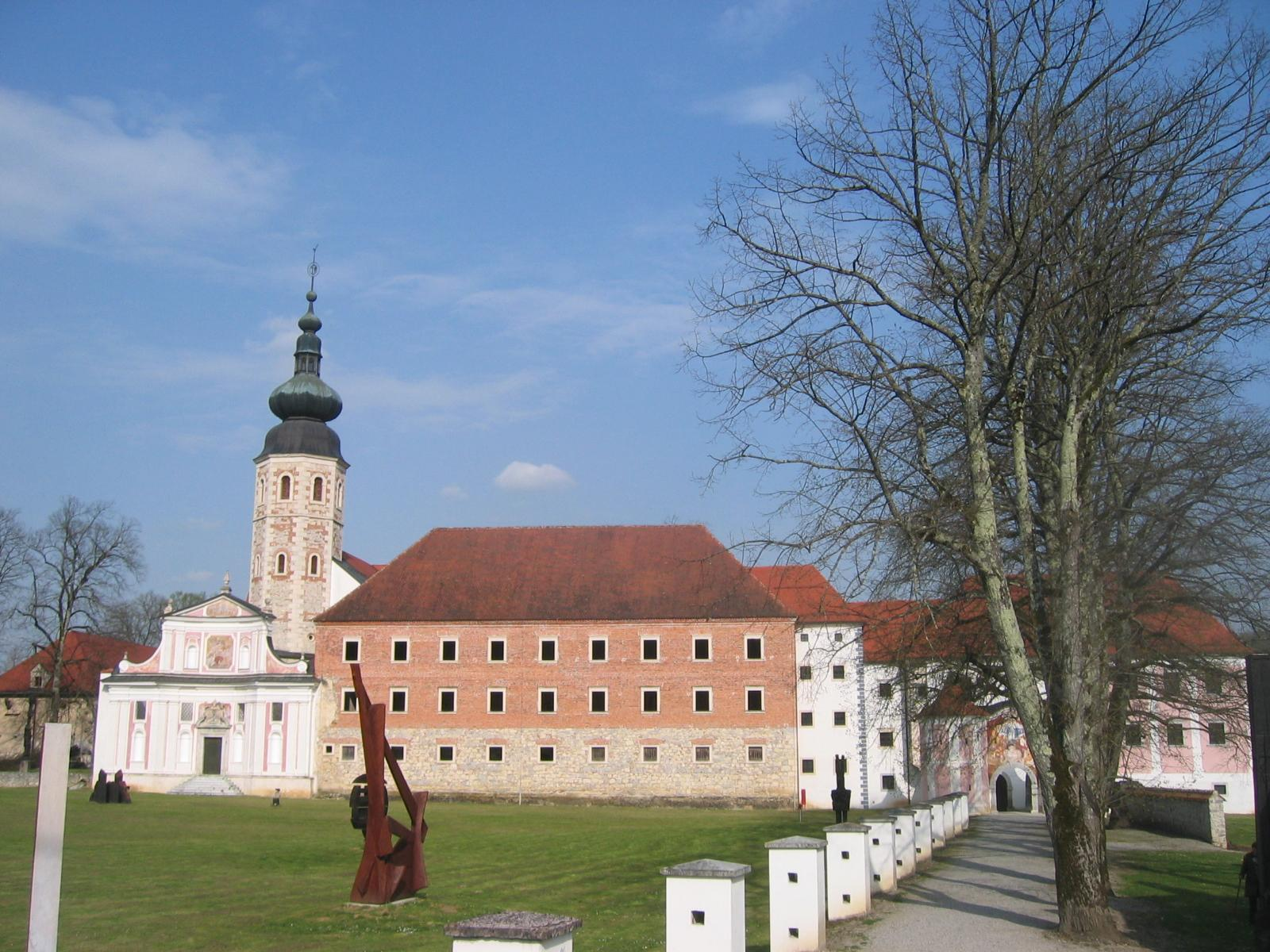
Kloster Fons Beatae Mariae (Mariabrunn)

- Kloster Kostanjevica (Fons Beatae Mariae, Mariabrunn), seit 1974 Sitz der Galerija Božidar Jakac, eines der größten Kunstmuseen Sloweniens.[6]
- Kostanjevica-Höhle (kann besichtigt werden)

## Persönlichkeiten
Personen, die in Kostanjevica na Krki geboren wurden oder lebten:
- Tone Kralj (1900–1975), slowenischer Maler, Grafiker und Bildhauer
- Lenart Pachenecker (?–1580), Zisterziensermönch, Autor des ersten katholischen Buchs in slowenischer Sprache[7]
- Josef Ressel (1793–1857), Miterfinder des Schiffspropellers[7]